# Natalie Bauer-Lechner
Pour les articles homonymes, voir Bauer et Lechner.
Natalie Bauer-Lechner (née le 9 mai 1858 à Penzing et morte le 8 juin 1921 à Vienne) est une altiste qui est surtout connue en musicologie pour avoir été une amie proche et dévouée de Gustav Mahler dans la période comprise entre la rupture de son mariage en 1890 et le début du mariage de Mahler avec Alma Schindler en 1902.
Durant cette période, elle a tenu un journal intime qui dépeint une image unique de la vie personnelle, professionnelle et créatrice de Mahler pendant et juste après sa trentaine, y compris un aperçu exclusif de la structure, la forme et le contenu de sa troisième symphonie,.

## Biographie
Natalie Bauer-Lechner est l'aînée de trois enfants nés d'un libraire de Vienne. Elle reçoit une éducation privée et finalement étudie au Conservatoire de Vienne, dont elle sort diplômée en 1872.
Le 27 décembre 1875, à dix-sept ans, à Mosonmagyaróvár, elle épouse Alexander Bauer (1836-1921), de vingt-deux ans son aîné, veuf et professeur  de génie chimique à l'Université technique de Vienne. Il a 3 petites filles qui ont alors onze, huit et un ans. En 1885, le mariage est dissous par consentement mutuel.
De 1895 à 1913, Natalie Bauer-Lechner est l'altiste du quatuor féminin Soldat-Röger, fondé par la violoniste Marie Soldat-Röger, une élève de Joseph Joachim. En tant que musicienne professionnelle qualifiée, Natalie Bauer-Lechner pouvait saisir le contenu technique et esthétique de ses conversations avec Mahler. Elle enregistre plusieurs des déclarations du compositeur sur la musique, la littérature, la philosophie et sa vie,,.
Dans ses dernières années, Natalie Bauer-Lechner devient une féministe au franc-parler, et en 1918, semble avoir écrit un article sur la guerre et la nécessité du suffrage féminin qui a conduit à son arrestation et à son emprisonnement. Cette expérience semble avoir précipité l'effondrement de sa santé. Elle meurt dans la pauvreté.

## Dans la fiction
La réalisatrice germano-autrichienne Beate Thalberg a réalisé un « docu-fiction » basé sur son journal intime : Mon heure viendra (Meine Zeit wird kommen ou My time will come),, sorti en 2010.